# Silicato cálcico hidratado
El silicato cálcico hidratado o silicato de calcio hidratado (denominado también gel CSH por tener fórmula CaO · SiO2 · H2O, o a veces como C-S-H ) es un silicato cálcico que ha sufrido una reacción de hidratación (monohidratada) para convertirse en un gel cementoso. Es uno de los compuestos hidratados principales del cemento Portland. Es el responsable de las propiedades resistentes del cemento. Generalmente las pastas de cemento hidratadas están constituidas por un conjunto de fases cristalinas: la portlandita (Ca(OH)2), la etringita, el monosulfoaluminato cálcico hidratado. Al fraguar el silicato cálcico hidratado traba el árido (arena y/o grava).

## Características
Los filamentos del silicato cálcico hidratado traban el árido (arena y/o grava), generando la estructura rígida del material endurecido. El silicato de calcio hidratado (también abreviado como C-S-H) es el resultado de la reacción entre las fases de silicato del cemento Portland y el agua. La reacción se expresa como:
Que como puede comprobarse es una reacción exotérmica, es decir libera calor durante su ejecución. Las reacciones químicas que originan los geles CSH en pastas de cementos se podrían agrupar en dos tipos: 
- Las reacciones de materiales hidráulicos. En este caso se produce la disolución de los silicatos cálcicos, esto implica un fuerte incremento del pH de la misma, y la polimerización de los silicatos desde monómeros a dímeros y posteriormente a cadenas de polímeros. Esta reacción no es deseada debido a la acidez resultante.
- Las reacciones de materiales puzolánicos. En este caso se produce una rotura de los enlace Si-O y Al-O de la puzolana por efecto de los iones OH- producidos en la hidratación del cemento y la reacción de los iones silicato y aluminato en disolución con los iones Ca2+ y se podrían describir como:

La proporción final del calcio/silicio de cada molécula de silicato es de 1.75. Su fórmula varia de acuerdo con el tiempo de hidratación y su fórmula genérica se proporciona como: x CaO ·  SiO2 · y H2O. De esta forma se tienen la alita (C3S o silicato tricálcico) y la belita (C2S o silicato dicálcico). La estructura que forma es de tetraedros de sílice formando 3,5,8 ... 3n-1 eslabones. La longitud de la cadena aumenta proporcionalmente al tiempo de hidratación.  Algunos estudios han determinado que el C‐S‐H pierde el agua por su descomposición entre los 180 °C y los 300 °C.